# Ente nazionale cinofilia italiana
L'Ente nazionale cinofilia italiana, in acronimo ENCI, è un'associazione italiana per la gestione della cinofilia italiana che si occupa della catalogazione delle razze canine, di tutti i cani presenti in Italia e dell'organizzazione e gestione di eventi nazionali e internazionali di sport cinofili.
Fu fondato nel 1882 con il nome di Kennel Club Italiano.

## Storia
Le origini dell'ente risalgono al 1882, quando un gruppo di appassionati fondano la "Società per il miglioramento delle razze canine in Italia". I fondatori sono il conte Carlo Borromeo, il principe Emilio Belgioioso d'Este, Ferdinando Delor, Carlo Biffi, e Luigi Radice. Poco dopo nasce il Kennel club italiano con trentuno soci fondatori. Viene anche istituito il Libro delle Origini (LOI) il cui primo soggetto iscritto è un bracco italiano di nome Falco, nato nel 1875. Negli anni tra la fine del XIX e l'inizio del XX secolo, viene ratificato lo statuto dell'associazione, vengono organizzate le primi esposizioni canine (a Milano e Torino), ed inizia la pubblicazione della rivista ufficiale del club.
Nel 1904 si superano i 1000 soggetti  iscritti al Libro delle Origini. Nel 1926 l'ente ottiene il riconoscimento ministeriale della personalità giuridica, e nel 1940 il riconoscimento da parte del Ministero dell'Agricoltura. A partire dal 1970  le associazioni cinofile dei paesi membri della Fédération cynologique internationale (FCI) nel corso della assemblea generale di Budapest, decidono il riconoscimento reciproco dei certificati genealogici emessi nelle diverse Nazioni, e stabiliscono che i relativi documenti portino un comune contrassegno. Attualmente (2009) i soggetti iscritti ai libri genealogici nazionali sono circa 160.000, le manifestazioni organizzate dall'ENCI sono più di 2.000 di cui circa 1.200 prove di lavoro e oltre 400 esposizioni cui partecipano oltre 100.000 cani.

## Progetti
Oltre all'indirizzo zootecnico, i principali progetti che l'ENCI sta portando avanti sono la gestione delle competizioni degli sport cinofili, tramite il portale ENCI Sport lanciato ad inizio 2015, e lo sviluppo di corsi sulla cinofilia e la cinologia. Inoltre porta avanti un processo di selezione in alcune zone italiane chiamate "zone cinofile" dove vengono addestrati e allenati i cani utilizzati nell'attività venatoria e centri di addestramento per i cani di utilità e per la Protezione civile. Inoltre si cerca di lavorare sulla selezione dei cani con attitudini naturali dei cani da gregge o con particolari attitudini ludico-sportivi come per l'agility dog. Si sta anche cercando di sviluppare un centro per la conservazione del germoplasma dei soggetti miglioratori e della fecondazione artificiale.

## Razze italiane
L'ENCI riserva una particolare attenzione alla valorizzazione e promozione delle razze italiane. Le razze autoctone e di antica origine sono 16 (cane da pastore bergamasco, maltese, bolognese, pastore maremmano-abruzzese, bracco italiano, mastino napoletano, cirneco dell'Etna, segugio italiano a pelo raso, segugio italiano a pelo forte, segugio dell'Appennino e segugio maremmano, cane corso, lagotto romagnolo, spinone, piccolo levriero italiano, volpino italiano) mentre altre sono in via di riconoscimento. La selezione ed il loro miglioramento assumono un carattere preminente nell'attività tecnica dell'ente che ne vuole favorire la conoscenza e la diffusione sia in Italia che all'estero.